# Tifó Tip

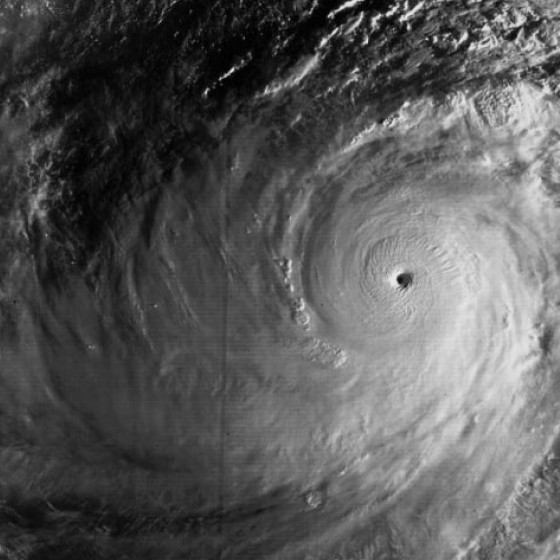
El tifó Tip al seu pic d'intensitat (12 d'octubre de 1979)

El tifó Tip va ser el més gran i més intens cicló tropical que s'hagi observat. Té la categoria 5. Es va formar l'any 1979 el 4 d'octubre prop de Pohnpei. Inicialment una tempesta tropical situada al seu nord-oest impedí el desenvolupament i deslocalització del Tip però després es va poder intensificar. Després de passar per Guam, el sistema s'enfortí ràpidament i arribà al pic d'intensitat en vents màxims sostinguts de 305 km/h (190 mph) i una pressió atmosfèrica de 870 mbar (hPa) al nivell del mar el 12 d'octubre, sent la menor pressió atmosfèrica mai enregistrada a nivell del mar. Durant el seu pic d'intensitat, el Tip també va ser el major cicló tropical en mida, amb un rècord d'un diàmetre de 2.220 km. El tifó s'afeblí lentament i va continuar cap al nord-oest i després cap al nord-est. Al sud del Japó es convertí en un cicló extratropical.
Els avions de reconeixement el van seguir i aquest va ser un dels tifons més observats in situ de tots els temps. La pluja que acompanyava aquest tifó va trencar un dic de retenció d'inundacions a la prefectura de Kanagawa, Japó, i hi moriren 13 soldats dels Estats Units. En altres llocs del Japó el Tip causà inundacions amb 42 morts. 44 persones més moriren al mar.